# Viktor Danon
Viktor Danon (serbisch-kyrillisch Виктор Данон; * 27. März 1986 in Belgrad, SFR Jugoslawien) ist ein serbischer Eishockeyspieler, der zuletzt bis 2015 beim HK Roter Stern Belgrad unter Vertrag stand.         

## Karriere
Viktor Danon begann seine Karriere als Eishockeyspieler in seiner Heimatstadt in der Nachwuchsabteilung des HK Roter Stern Belgrad. Von 2003 bis 2015 spielte der Center während neun Saisons für die erste Mannschaft des Vereins in der serbischen Eishockeyliga. Parallel nahm er zudem 2008 und 2009 mit seiner Mannschaft an der multinationalen pannonischen Liga teil. Sein größter Erfolg auf Vereinsebene war der Gewinn der serbischen Meisterschaft in der Saison 2004/05 zusammen mit Roter Stern Belgrad.   

### International
Für Serbien und Montenegro nahm Danon im Juniorenbereich an den U20-Junioren-C-Weltmeisterschaften 2003, 2004, 2005 und 2006 teil. Im Seniorenbereich stand er im Aufgebot seines Landes bei der C-Weltmeisterschaft 2006. Bei dieser blieb er in fünf Spielen punkt- und straflos.

## Erfolge und Auszeichnungen
- 2005 Serbisch-montenegrinischer Meister mit dem HK Roter Stern Belgrad